# Il ratto di Ganimede
Il ratto di Ganimede. La presenza omosessuale nell'arte e nella società (Le Rapt de Ganymède) è un'opera letteraria d'impostazione saggistica dell'autore francese Dominique Fernández. Apparso per la prima volta nel 1989, è suddiviso in tre parti; tema principale del testo è l'omosessualità intesa dal punto di vista artistico all'interno della società nelle sue varie fasi storiche. In Italia è pubblicato da Bompiani editore.

## Trama

### Natura o cultura?
L'ampia introduzione intitolata "Natura o cultura?" presenta la questione, considerata un falso dilemma, su come definire l'omoerotismo artistico - espresso in narrativa, poesia, belle arti, musica e cinematografia - nel corso della storia, cioè come un fenomeno eminentemente culturale o intrinseco alla natura personale dell'artista che lo viene ad esprimere.

### Approccio storico
Viene riassunta la storia recente del movimento di liberazione omosessuale, fino alle contemporanee richieste riguardanti i Diritti LGBT nel mondo:
1. Studio sul trattato dello storico francese Charles Ancillon del 1707 sulla categoria dell'eunuco.
2. Sotto l'occhio della polizia e dei medici, basato sugli scritti di "François Carlier" che parlano della condizione degli omosessuali durante la criminalizzazione prima penale e poi medica subita durante tutto il XIX secolo e buona parte del XX secolo.
3. L'altro Richard, sul rapporto intercorso tra Ludwig II di Baviera e Richard Wagner.
4. I pionieri del moderno movimento omosessuale, Karl Heinrich Ulrichs, Magnus Hirschfeld e Edward Carpenter.
5. Cento anni di miseria, sulla pervasività delle pubblicazioni ed opinioni generali a forte contenuto di omofobia tra il 1886 e il 1989.
6. Sul modello Greco e quello Medioevale, ispirato dalle opere storiche di Kenneth Dover e John Boswell.

### Arte, musica, letteratura e cinema
Certificazioni del fenomeno omosessuale nelle opere letterarie e artistiche in genere:
1. San Sebastiano, santo patrono ed eroe degli omosessuali.
2. Iconografia, dalla rivoluzione francese alla Germania nazista. L'Arco di Trionfo a Parigi e il dipinto La morte di Joseph Bara di Jacques Louis David. L'autore sostiene che tra la fine del XVIII secolo e l'inizio del XIX secolo si è verificato in Europa un trionfo del lato più femminile dell'uomo sia nella composizione artistica che nella creatività generale. Fatto questo ripresentatosi nell'idealizzazione del maschio nudo e puro di marca fascista e nazista, a partire dal movimento studentesco berlinese Wandervogel del 1895 fino alla folta schiera di omosessuali presenti tra le file delle SA di Ernst Röhm.
3. La componente omosessuale fortemente presente nella musica di Franz Schubert.
4. La musica omoerotica da Wolfgang Amadeus Mozart a Benjamin Britten.
5. Ascesa e caduta della letteratura gay.
6. Il ritratto di Dorian Gray di Oscar Wilde.
7. Da Maurice (romanzo) a Maurice (film).
8. La poesia omosessuale di Konstantinos Kavafis.
9. La figura del libertino Don Giovanni nell'opera di Henry de Montherlant.
10. Chi ha ucciso Yukio Mishima?
11. Zeno e Alexandre, due eroi al di sopra della legge, saggio sul romanzo storico intitolato L'opera al nero di Marguerite Yourcenar.
12. La gloria del paria, uno dei romanzi dell'autore (con suggestioni sulla figura di Pier Paolo Pasolini). Si narra la storia di Bernard, uno scrittore omosessuale di mezza, e del suo giovane amante Marc, sullo sfondo dell'epidemia di Aids.
13. Da Auschwitz all'Aids.
14. Il cinema omosessuale da Sergej Michajlovič Ėjzenštejn a James Ivory a Pedro Almodóvar.

## Edizioni
- (FR) Dominique Fernandez, Le Rapt de Ganymède, Parigi, Éditions Grasset, 1989, ISBN 2-246-41841-0.
- Dominique Fernández, Il ratto di Ganimede, traduzione di Fabrizio Ascari, 3ª ed., Milano, Bompiani, 2002  [1992], ISBN 88-452-5208-6.